# Jacobi-Varietät
Die Jacobi-Varietät ist ein komplexer {\displaystyle g}-dimensionaler Torus und wird in der Funktionentheorie betrachtet. Der Name geht auf den Mathematiker Carl Gustav Jacob Jacobi zurück, der die Theorie der elliptischen Funktionen entwickelte, in welcher diese Varietät eine wichtige Rolle spielt. Dieses Objekt findet insbesondere Anwendung im Satz von Abel und im jacobischen Umkehrproblem.

## Definition

### Periodengitter
Sei {\displaystyle X} eine kompakte riemannsche Fläche mit Geschlecht {\displaystyle g\geq 1} und sei {\displaystyle \pi _{1}(X)} die Fundamentalgruppe von {\displaystyle X}. Es sei {\displaystyle \omega _{1},\ldots \omega _{g}\in \Omega (X)} eine Basis der holomorphen Differentialformen. Dann heißt
{\displaystyle {\text{Per}}(\omega _{1},\ldots ,\omega _{g}):=\left\{\left(\int _{\alpha }\omega _{1},\ldots ,\int _{\alpha }\omega _{g}\right)\in \mathbb {C} ^{g}\ |\ [\alpha ]\in \pi _{1}(X)\right\}}
das Periodengitter von {\displaystyle X}.
Aufgrund der Linearität des Integrals erhält man sofort eine additive Gruppenstruktur auf {\displaystyle {\text{Per}}(X)}. Das Periodengitter ist ein echtes Gitter.

### Jacobi-Varietät
Es sei wie in der obigen Definition {\displaystyle X} eine kompakte riemannsche Fläche mit Geschlecht {\displaystyle g} und {\displaystyle \omega _{1},\ldots ,\omega _{g}} eine Basis von {\displaystyle \Omega (X)}. Dann heißt
{\displaystyle {\text{Jac(X)}}:=\mathbb {C} ^{g}/{\text{Per}}(\omega _{1},\ldots ,\omega _{g})}
Jacobi-Varietät von {\displaystyle X}.

## Eigenschaften
- Da sowohl {\displaystyle {\text{Per}}(X)} als auch {\displaystyle \mathbb {C} ^{g}} eine additive Gruppenstruktur besitzen, kann man {\displaystyle {\text{Jac}}(X)} als Quotient zweier Gruppen auffassen. Es handelt sich algebraisch also um eine Faktorgruppe.
- Da {\displaystyle {\text{Per}}(X)} aber ebenfalls ein Gitter ist, kann man {\displaystyle {\text{Jac}}(X)} als einen {\displaystyle g}-dimensionalen Torus auffassen, auf welchem man eine Struktur einer komplexen Mannigfaltigkeit definieren kann.
- Zusammengenommen ist die Jacobi-Varietät eine Lie-Gruppe.